# Флатер (авіація)
Флатер (від англ. flutter — дрижання, вібрація) — незатухаючі коливання елементів конструкції літального апарата, головним чином крила літака або несучого гвинта вертольота. Як правило, виникає при досягненні деякої критичної швидкості польоту, яка визначається конструктивними характеристиками елементів літального апарата.
Виникнення флатеру найчастіше відбувається через незбігання центру сил, що діють на крило або несучий гвинт, із центром жорсткості крила; а також вихровими потоками, які зриваються з крила, що призводить до виникнення автоколивань у системі.
Флатер крила або керуючих площин зменшує ефективність керування літальним апаратом і може призвести до руйнування окремих елементів або апарата в цілому.

## Частотна природа флатера
Явище флатера пов'язане з дією аеродинамічних сил, сил інерції та жорсткістю крила (оперення). Розподіл маси і жорсткості всередині конструкції визначає її власні (натуральні) види і частоти коливань. Якщо на конструкцію діють зовнішні сили з частотою, близькою до її власної частоти, то резонанс, що виникає, може призвести до коливань, що  посилюються та можуть швидко призвести до руйнування.
У польоті на літак впливає безліч збурень: турбулентність, відхилення рулів льотчиками. При цьому залежно від швидкості польоту характер цих впливів змінюється за частотними і моментними характеристиками. Це може призвести до того, що аеродинамічні сили створять (або не даватимуть змоги загасати) коливання конструкції на її натуральних (власних) частотах, що призведе до флатера. Конструкція літака має бути такою, щоб унеможливити виникнення флатера в усьому експлуатаційному діапазоні, а власні коливання конструкції мають мати високу частоту і швидко затухати.
Будь-які зміни в жорсткості конструкції та розподілі маси змінюють характер і частоту власних коливань і це змінює критичну швидкість флатера. Неякісне техобслуговування літака і поява люфту в проводці управління можуть призвести до того, що флатер може початися в межах експлуатаційного діапазону швидкостей.

## Механізм виникнення згинально-крутильного флатера

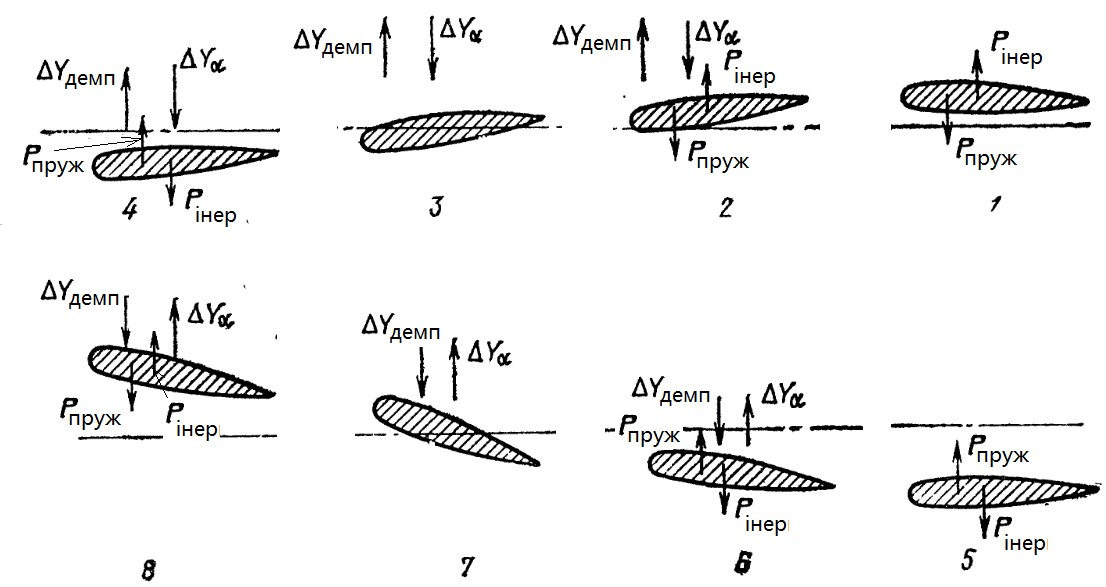
Механізм виникнення згинально-крутильного флатера

Нехай під впливом випадкового збурення крило зігнулося вгору (положення 1). Тоді під дією пружної сили Р пруж, прикладеної в центрі жорсткості, воно почне рухатися вниз. Цьому руху перешкоджатимуть інерційна сила Р інер, прикладена в центрі мас (положення 2), і сила аеродинамічного демпфірування △Y демп, викликана збільшенням кута атаки завдяки руху крила вниз. Якщо центр мас розташований позаду центру жорсткості, як показано на малюнку, то під дією сил Р інер і Р пруж крило закручується під час руху донизу на зменшення кута атаки, тож додаткова аеродинамічна сила △Yα сприяє руху крила донизу (положення 2 і 3). У положенні 3 крило повертається в нейтральне положення, сили Р інер і Р пруж зникають, але під дією сили △Yα крило продовжує рух донизу і з'являються сили Р пруж і Р інер іншого знака (положення 4). Під час руху крила вгору картина аналогічна (положення 5 - 8). Характер коливань залежить від співвідношення робіт збуджувальних і демпфувальних сил. На малих швидкостях робота демпфувальних сил (аеродинамічних і пружних) А демп більша, ніж збуджувальних (аеродинамічних) А збуд, і коливання загасають (флатер не виникає). Під час збільшення швидкості робота збуджувальних сил зростає швидше, ніж демпфувальних, і за деякої швидкості V фл, яка називається критичною швидкістю флатера, коливання не затухають.
При подальшому збільшенні швидкості відбувається швидке наростання амплітуди коливань і може статися руйнування крила (оперення).
Найбільш схильні до флатерних коливань крила, у яких жорсткість при крученні мала (тобто крила великого подовження).
На літаках максимальні швидкості польоту обмежуються таким чином, щоб вони були свідомо меншими за критичну швидкість флатера, а також вживають спеціальних заходів щодо збільшення цієї критичної швидкості.

## Збільшення критичної швидкості флатера

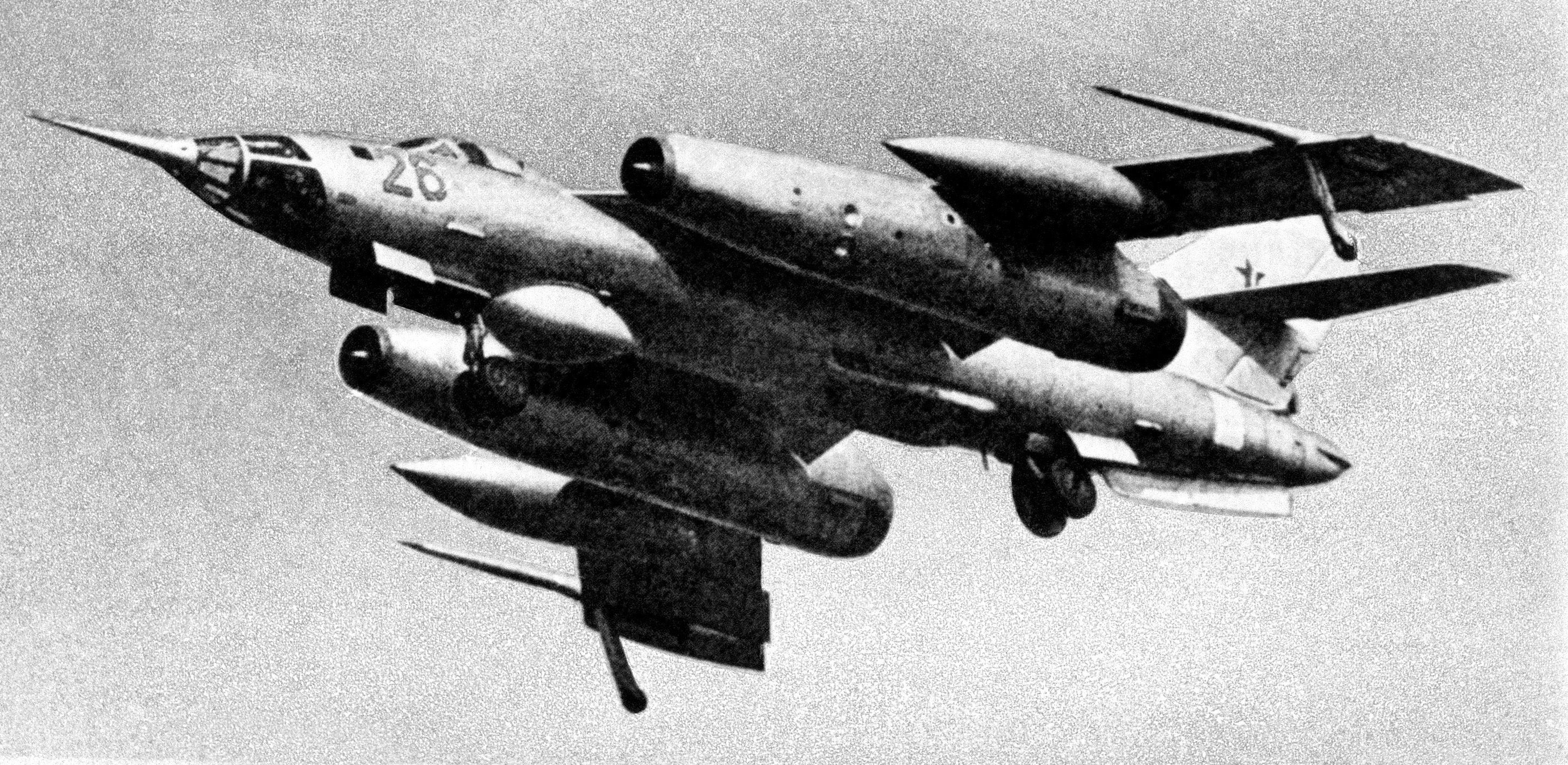
Як-28 В обтічниках крилових опор шасі в кінцевій частині крила знаходилися балони повітряної системи, які одночасно виконували роль протифлатерних вантажів.

Досягається збільшенням жорсткості крила і розміщенням протифлатерних вантажів, що зміщують центр ваги крила попереду центру жорсткості.

## Флатер керівних поверхонь
Флатер керівних поверхонь може розвиватися внаслідок коливань керівної поверхні, пов'язаних із коливаннями крутіння або вигину крила, стабілізатора або кіля. Коливання керівних поверхонь можуть виникнути через люфт у системі управління або під впливом турбулентності атмосфери. Флатер може виникнути, якщо центр ваги поверхні, що відхиляється, розташований позаду вузлів навішування (осі обертання).

### Крутильно-елеронний флатер

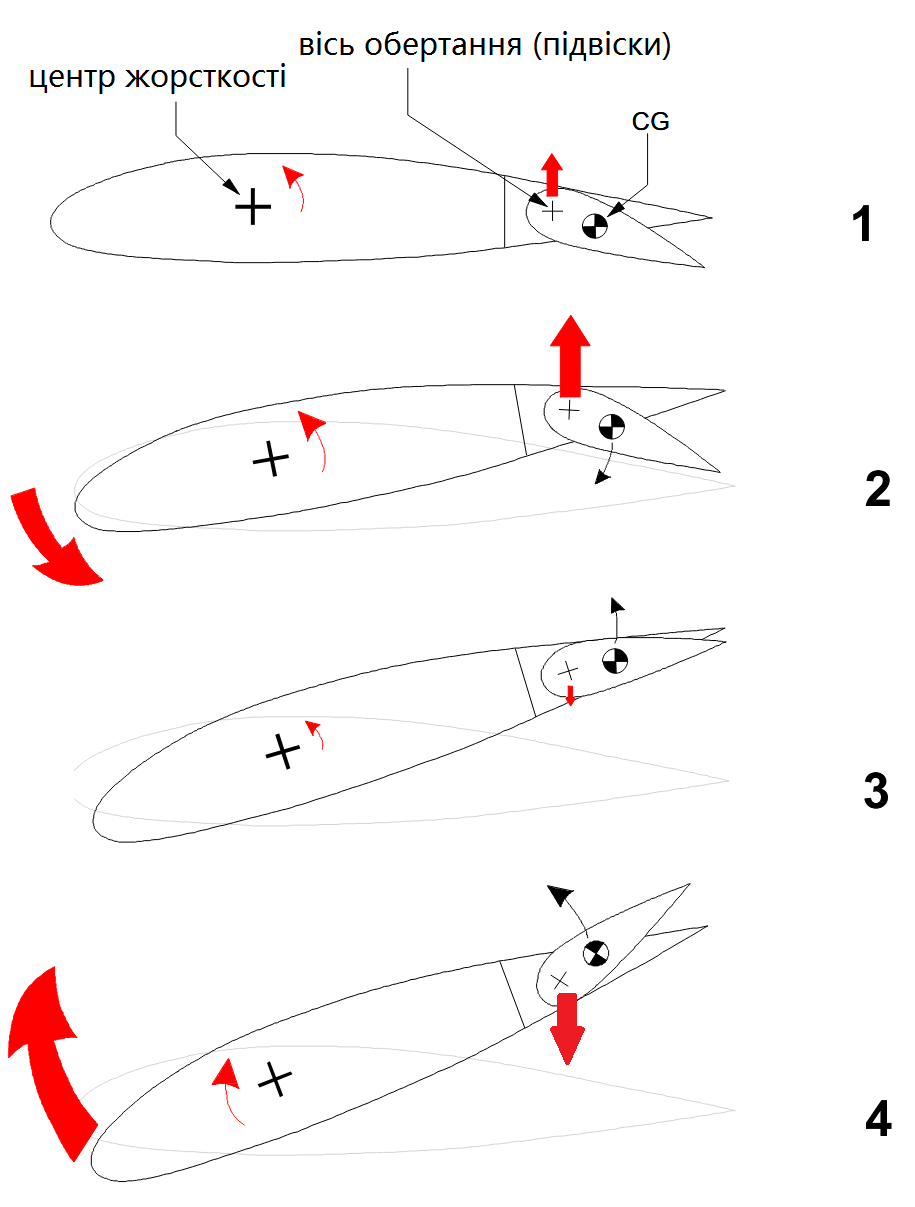
Крутильно-елеронний флатер

1. Елерон відхилений донизу. Підіймальна сила, що виникає на ньому, передається на задню частину крила через вузол навішування.
2. Крило закручується відносно своєї осі жорсткості, задня крайка рухається вгору, піднімаючи елерон, але завдяки тому, що центр ваги елерона позаду осі обертання, елерон за інерцією відстає і кут відхилення елерона збільшується ще більше.
3. Крило завдяки своїй жорсткості припиняє закручуватися (конструкція накопичує в собі енергію, як стиснута пружина), а елерон під впливом аеродинамічного навантаження, пружності проводки управління та інерції продовжує рух угору і створює зусилля на вузлі підвіски вниз.
4. Енергія накопичена в закрученому крилі й аеродинамічне навантаження від елерона призводять до закручування крила в протилежному напрямку. Цикл знову повторюється.

### Згинально-елеронний флатер
У загальних рисах картина така сама, як у крутильно-елеронного флатера, але причина у відставанні руху елерона під час руху зовнішньої частини крила вгору-вниз під час вигину крила під дією підіймальної сили, що змінюється. Це також може призвести до посилення коливань.
Цьому виду флатера також можна запобігти балансуванням елерона, домагаючись розташування центру мас на осі обертання або перед нею. Місце розташування балансувального вантажу всередині елерона відіграє значення - чим вантаж ближче до кінцівки крила, тим менша потрібна маса. На багатьох літаках балансувальну масу розташовують уздовж всієї довжини елерона у вигляді силового елемента, що формує передню крайку. У такий спосіб посилюють жорсткість елерона і запобігають можливості виникнення крутильних коливань усередині елерона від впливу концентрованої маси.
Балансування маси також здійснюють у кермах висоти і напрямку для запобігання подібних коливань, коли інерція рульової поверхні взаємодіє з фюзеляжем, що згинається. Також масове балансування проводять для тримерів і сервокомпенсаторів.

## Як боротьба з флатером погіршила компонуванняАн 70
Це сталося під час затвердження технічних умов на аеродинамічне компонування літака. Заступник Генерального конструктора Петро Балабуєв зажадав від начальника відділу аеродинаміки Анатолія Леоненка змінити подовження крила з 9 до 11. Генеральний конструктор Олег Антонов, який на той момент фактично передав керівництво створенням літака заступнику, поставив ствердний підпис.
Випробування моделі зі зміненим компонуванням крила в аеродинамічній трубі засвідчили, що для виключення флатера необхідно в кожну кінцівку крила розмістити вантажі по 300 кг. Тоді Балабуєв вирішив, що замість розміщення додаткових вантажів будуть пересунуті двигуни ближче до кінцівки крила. На всіх антонівських літаках відстань від осі симетрії до крайнього двигуна не перевищувала 50% довжини консолі крила. На Ан 70 вона становила 65%.

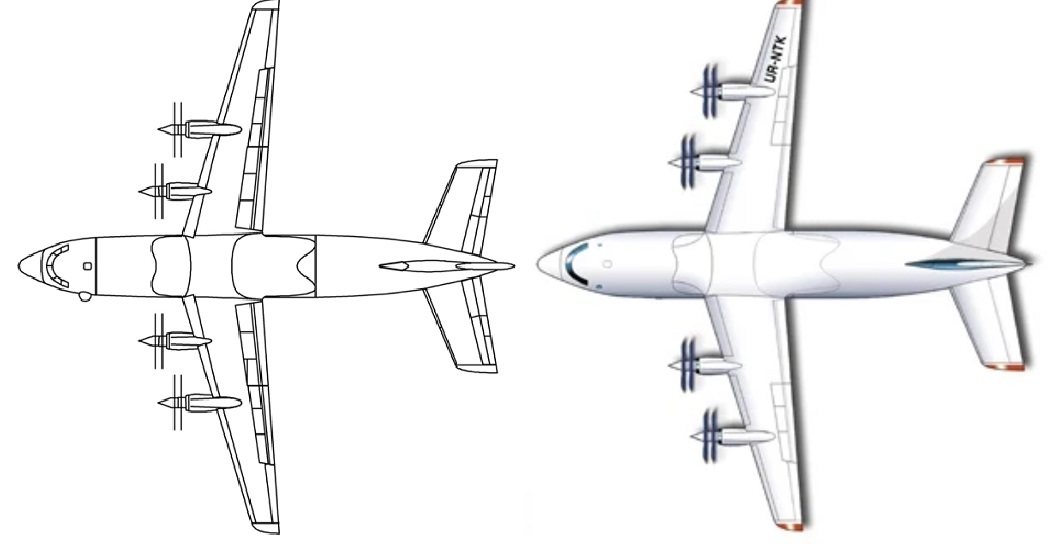
Зліва Виріб "77" (Кодова назва Ан 70 під час розроблення), один із початкових варіантів компонування Праворуч Літак Ан 70

Переміщення двигунів ближче до кінцівок крила призвело до збільшення шляхового розгортального моменту в разі відмови двигуна. Це призвело до зростання еволютивних швидкостей, а отже, і потрібних злітних і посадкових дистанцій.
Щоб збалансувати шляховий момент, було збільшено площу кіля (з 35.4 до 48 кв.м) шляхом збільшення подовження. У результаті погіршилися флатерні характеристики керма напрямку. Щоб утримувати його від коливань у кіль винесли сервоприводи від усіх чотирьох гідросистем.

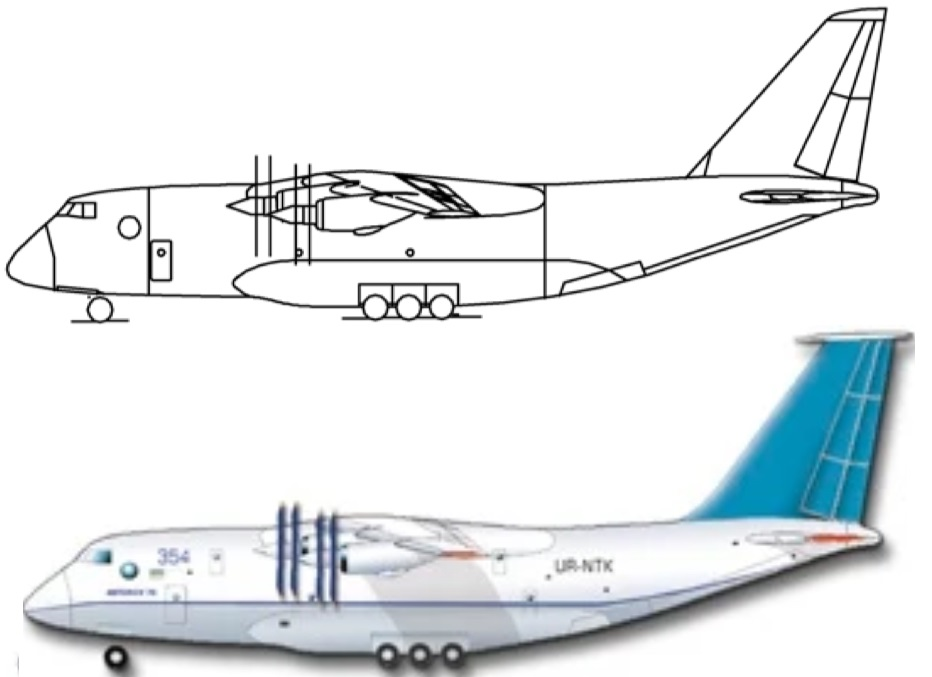
Зміна кіля літака

Збільшення площі кіля виявилося недостатнім для балансування шляхового моменту в разі відмови крайнього двигуна на зльоті. Довелося запровадити систему "зрізання тяги", яка в цьому разі автоматично зменшувала тягу крайньому двигуну з протилежного боку.
Через проблеми, що виникли з міцністю, подовження крила змушені були зменшити до величини 9.4 (тобто практично до вихідної величини), але двигуни на місце не повернули (Балабуєв дуже ревниво ставився до своїх ідей).